# Christina Schellenberg
Christina Schellenberg (* 20. Februar 1988 in Nürnberg) ist eine ehemalige deutsche Fußballspielerin und seit dem 1. Juli 2023 Cheftrainerin der in der 2. Bundesliga spielenden ersten Frauenmannschaft des SV 67 Weinberg.

## Karriere

### Vereine
Schellenberg begann ihre Karriere im Seniorinnenbereich beim unterklassigen SV 67 Weinberg, von dem sie zur Saison 2007/08 zum Bundesligisten FC Bayern München wechselte. Am 26. August 2007 (2. Spieltag) debütierte sie im torlosen Heimspiel gegen den Hamburger SV in der Bundesliga. Ihr erstes Tor erzielte sie am 1. Mai 2008 (12. Spieltag) beim 3:2-Sieg im Heimspiel gegen den 1. FFC Frankfurt mit dem Treffer zum 1:1 in der 27. Minute. Für die Bayern bestritt sie 17 Punktspiele und erzielte zwei Tore, bevor sie nach nur einer Spielzeit nach Weinberg zurückkehrte. Von 2008 bis 2013 spielte sie in der drittklassigen Regionalliga Süd, ehe der Aufstieg in die 2. Bundesliga gelang. Nach der ersten Zweitligasaison nahm sie die Trainerstelle beim Verein an und kam als Spielertrainerin bis 2020 sporadisch zu Einsätzen der ersten Mannschaft. Seit dem 1. Juli 2023 ist sie die Cheftrainerin der ersten Frauenmannschaft.

### Nationalmannschaft
Schellenberg debütierte am 1. November 2006 in der U19-Nationalmannschaft, die mit 2:0 gegen die U19-Nationalmannschaft Schwedens gewann; sie wurde in der 71. Minute für Katharina Baunach eingewechselt. Ihr zweites Länderspiel für diese Auswahlmannschaft bestritt sie am 14. März 2007 bei der 0:2-Niederlage gegen die U19-Nationalmannschaft Frankreichs mit Einwechslung für Natalie Bock in der 21. Minute.
Für die U20-Nationalmannschaft bestritt sie einzig die am 26. Juni 2008 mit 2:1 gewonnene Begegnung mit der Auswahl Norwegens.
Für die U23-Nationalmannschaft bestritt sie 2008 vier Länderspiele, erstmals am 13. Februar 2008, beim 2:1-Sieg über die Auswahl Englands, letztmals am 17. Juli 2008 beim 5:0-Sieg über die Auswahl Schottlands.

## Erfolge
- Bayerischer Pokalsieger 2013